# Rosenbergiodendron longiflorum
Rosenbergiodendron longiflorum är en måreväxtart som först beskrevs av Hipólito Ruiz López och Pav., och fick sitt nu gällande namn av Folke Fagerlind. Rosenbergiodendron longiflorum ingår i släktet Rosenbergiodendron och familjen måreväxter. Inga underarter finns listade i Catalogue of Life.